# Lookin' Through the Windows
Lookin' Trough the Windows è il sesto album del gruppo musicale statunitense The Jackson 5, pubblicato nel 1972.

## Tracce
1. Ain't Nothing Like the Real Thing (cover dell'omonimo brano di Marvin Gaye e Tammi Terrell) – 2:31 (Nickolas Ashford, Valerie Simpson)
2. Lookin' Through the Windows – 3:46 (Clifton Davis)
3. Don't Let Your Baby Catch You – 3:13 (The Corporation)
4. To Know – 3:22 (The Corporation)
5. Doctor My Eyes (cover dell'omonimo brano di Jackson Browne) – 3:14 (Jackson Browne)
6. Little Bitty Pretty One (cover dell'omonimo brano di Thurston Harris) – 2:52 (Robert Byrd)
7. E-Ne-Me-Ne-Mi-Ni-Moe (The Choice Is Yours to Pull) – 2:53 (D. Jones, Johnny Bristol, Wade Bowen)
8. If I Have to Move a Mountain – 3:20 (The Corporation)
9. Don't Want to See Tomorrow – 2:47 (Hal Davis, J. Chambers, S. Bowden, T. McFaddin)
10. Children of the Light – 2:29 (M. Randall)
11. I Can Only Give You Love – 2:37 (Richard Hutch, Willie Hutch)